# 1995年トランス・サービス・エアリフト機墜落事故
1995年トランス・サービス・エアリフト機墜落事故（1995ねんトランス・サービス・エアリフトきついらくじこ）は、1995年12月18日に発生した航空事故である。ヌジリ国際空港からアンゴラ（場所は不明）へ向かっていたトランス・サービス・エアリフト機（ロッキード L-188 エレクトラ）がルンダ・ノルテ州のカウングラ付近に墜落し、乗員乗客144人中141人が死亡した。

## 事故機
事故機のロッキード L-188 エレクトラ（9Q-CRR）は製造番号1080として製造され、1959年8月13日に初飛行した。当初の機体記号はN5539であり、同年8月28日にアメリカのイースタン航空が納入して9月9日には耐空証明書が発行された。1968年12月15日にはパラグアイのリニアス・アエリアス・パラグアイが同機を取得し、機体記号がZP-CBZに変更された。その後、1994年2月18日に同機の所有者がザイールのNew ACSとなり、同年末にはヌジリ国際空港を拠点とするトランス・サービス・エアリフトへと所有権が移った。この時点で機体記号は9Q-CRRとなっていた。

## 事故の経緯
1995年12月18日、乗員5人・乗客139人を乗せた事故機はコンゴ民主共和国のヌジリ国際空港を離陸したのち、ルンダ・ノルテ州のカウングラ付近に墜落した。事故現場からは副操縦士と乗客4人が救出されて治療のためキンシャサへと運ばれ、重度の火傷を負っていた4人の乗客はンガリエマの集中治療センターに搬送された。その後、搬送された4人の乗客の内2人が死亡し最終的な死者数は141人となった。この事故はアンゴラ最悪の航空事故となっている。

## 事故原因
事故機は99人乗りとして設計されていたが、実際は5人の乗員と139人の乗客が搭乗しており過積載となっていた。これにより機体は制御不能になったと推測されている。また、機体後部の貨物室で荷物が移動したことも原因の一つであると考えられている。

## 事故後
事故直後、UNITAは事故機が難民（主に女性と子供）を運ぶために運用されていたと主張した。難民は干ばつに見舞われたジャンバ地域からアンゴラ国内の他の地域へと向かっていたというが、事故機はヌジリ国際空港からわずか3マイルの地点に墜落した。これに対してザイールの運輸大臣は、事故機はザイールのキンシャサからの便であり、アンゴラのダイヤモンド鉱山に人々を運んでいたと述べた。事故機が墜落したのがザイールの北部でジャンバは南部に位置するという事実もUNITAによる主張と矛盾する。